# Queenborough Castle
Queenborough Castle, auch Sheppey Castle, ist eine abgegangene Festung in der Kleinstadt Queenborough, etwa 3 km südlich von Sheerness, auf der Isle of Sheppey in der englischen Grafschaft Kent. An dieser Stelle mündet The Swale in den River Medway kurz vor dessen Mündung in das Ästuar der Themse.
Die Festung wurde von 1361 bis 1377, während des Hundertjährigen Krieges mit Frankreich, auf Geheiß von König Eduard III. errichtet, um von dort aus den Schiffsverkehr entlang The Swale zu überwachen.
Ihre damals unübliche Konstruktion – rund und symmetrisch – wurde von den Geschichtswissenschaftlern Howard Colvin und R. Allen Brown als „ein Exempel für die Prinzipien einer zylindrischen und konzentrischen Festung, ausgeführt als logischer Schluss mit perfekter Symmetrie“, bezeichnet. Sie meinten auch, dass diese Konstruktion, die Ähnlichkeiten zu den viel später entstandenen Device Forts König Heinrichs VIII. aus dem 16. Jahrhundert aufweist, für eine bestmögliche Verteidigung gegen die feindliche Schießpulver-Artillerie und eine bestmögliche Ausnutzung der Möglichkeiten der eigenen Artillerie sorgte. Queenborough Castle war die einzige wirklich konzentrische Festungsanlage in England. Es erlangte im 16. Jahrhundert unter Sir Thomas Cheney wieder Bedeutung, als es die Konstruktion der nahegelegenen Festungen Deal Castle und Walmer Castle beeinflusst haben soll.
Die Festung, die 300 Jahre lang die Ästuare von The Swale und River Medway geschützt hatte, sollte nie eine Funktion als Garnison erfüllen und hat keinerlei militärische Geschichte. Als sie 1650, nach dem englischen Bürgerkrieg von den Parlamentaristen eingenommen, ungeeignet zur Reparatur und „ohne praktischen Wert“ eingestuft worden war, wurde sie im Interregnum abgerissen.
Auf Queenborough Castle wurden 2005 im Rahmen des Archäologie-Fernsehprogramms Time Team von Channel 4 Ausgrabungen durchgeführt.